# Campeonato de Primera B 2023 (Futsal)
El Campeonato de Primera B 2023, conocido como Torneo Único de Primera B 2023, es la vigésima quinta temporada de la Segunda División del fútsal argentino. 
El certamen consagró campeón por primera vez a Glorias, tras vencer por 3 a 2 a River Plate en la última fecha, y ascendió a Primera División. Por su parte, Camioneros se adjudicó el Torneo Reducido, tras vencer en la final a River Plate, y obtuvo el segundo ascenso.

## Ascensos y descensos
| Pos. | Ascendidos a la Primera División 2023 |
| ---- | ------------------------------------- |
| 1°   | Nueva Chicago                         |
| Red. | Jorge Newbery                         |

| Pos. | Descendidos de la Primera División 2022 |
| ---- | --------------------------------------- |
| 17°  | Newell's Old Boys                       |
| 18°  | El Talar                                |

| Pos. | Descendidos a la Primera C 2023 |
| ---- | ------------------------------- |
| 17°  | Unión                           |
| 18°  | Don Bosco                       |

| Pos. | Ascendidos de la Primera C 2022    |
| ---- | ---------------------------------- |
| 1°   | Almafuerte                         |
| Red. | Universidad Nacional de La Matanza |

- De esta manera, el número de equipos participantes se mantuvo en 18.

## Sistema de disputa
El torneo se desarrolló bajo el sistema de todos contra todos a dos ruedas. El mejor posicionado de la tabla de posiciones se consagró campeón y ascendió directamente a Primera División. Los 8 equipos siguientes disputaron los Play Off, donde el ganador obtuvo el segundo ascenso. Los dos peores posicionados de la tabla descendieron a Primera C.

## Tabla de posiciones
| Pos. | Equipo                             | Pts. | J  | G  | E  | P  | GF  | GC  | DG  |
| ---- | ---------------------------------- | ---- | -- | -- | -- | -- | --- | --- | --- |
| 1°   | Glorias                            | 71   | 34 | 22 | 5  | 7  | 131 | 82  | 49  |
| 2°   | River Plate                        | 66   | 34 | 20 | 6  | 8  | 119 | 87  | 32  |
| 3°   | Almafuerte                         | 66   | 34 | 21 | 3  | 10 | 118 | 96  | 22  |
| 4°   | Newell's Old Boys                  | 55   | 34 | 14 | 13 | 7  | 92  | 80  | 12  |
| 5°   | Camioneros                         | 53   | 34 | 16 | 5  | 13 | 98  | 81  | 17  |
| 6°   | Argentinos Juniors                 | 53   | 34 | 14 | 11 | 9  | 111 | 101 | 10  |
| 7°   | El Talar                           | 52   | 34 | 15 | 7  | 12 | 123 | 120 | 3   |
| 8°   | Arsenal                            | 50   | 34 | 13 | 11 | 10 | 79  | 81  | -2  |
| 9°   | Country                            | 45   | 34 | 12 | 9  | 13 | 108 | 119 | -11 |
| 10°  | Pacífico                           | 44   | 34 | 12 | 8  | 14 | 111 | 109 | 2   |
| 11°  | Franja de Oro                      | 43   | 34 | 12 | 7  | 15 | 124 | 114 | 10  |
| 12°  | Estrella de Boedo                  | 40   | 34 | 11 | 7  | 16 | 103 | 111 | -8  |
| 13°  | Universidad Nacional de La Matanza | 40   | 34 | 10 | 10 | 14 | 103 | 112 | -9  |
| 14°  | Asturiano                          | 37   | 34 | 9  | 10 | 15 | 83  | 89  | -6  |
| 15°  | Platense                           | 37   | 34 | 11 | 4  | 19 | 90  | 134 | -44 |
| 16°  | Nueva Estrella                     | 35   | 34 | 9  | 8  | 19 | 104 | 122 | -18 |
| 17°  | Estrella de Maldonado              | 31   | 34 | 7  | 10 | 17 | 92  | 125 | -33 |
| 18°  | Círculo de Comunidad               | 30   | 34 | 8  | 6  | 20 | 85  | 111 | -26 |

|  | Campeón. Ascendió a Primera División. |
|  | Clasificado al Torneo Reducido.       |
|  | Descendió a Primera C.                |

## Torneo Reducido
|  | Cuartos de final | Cuartos de final   | Cuartos de final | Cuartos de final |             |             | Semifinales | Semifinales | Semifinales | Semifinales |  |             | Final       | Final | Final | Final |  |
|  |                  |                    |                  |                  |             |             |             |             |             |             |  |             |             |       |       |       |  |
|  |                  |                    |                  |                  |             |             |             |             |             |             |  |             |             |       |       |       |  |
|  | 2º               | River Plate        | 3                |                  |             |             |             |             |             |             |  |             |             |       |       |       |  |
|  | 2º               | River Plate        | 3                |                  |             |             |             |             |             |             |  |             |             |       |       |       |  |
|  | 9º               | Country            | 1                |                  |             |             |             |             |             |             |  |             |             |       |       |       |  |
|  | 9º               | Country            | 1                |                  | River Plate | River Plate | 1           |             |             |             |  |             |             |       |       |       |  |
|  |                  |                    |                  |                  | River Plate | River Plate | 1           |             |             |             |  |             |             |       |       |       |  |
|  |                  |                    | Arsenal          | Arsenal          | 1           |             |             |             |             |             |  |             |             |       |       |       |  |
|  | 3º               | Almafuerte         | Arsenal          | Arsenal          | 1           | 2           | 2           |             |             |             |  |             |             |       |       |       |  |
|  | 3º               | Almafuerte         |                  |                  |             |             |             |             |             |             |  |             |             |       |       |       |  |
|  | 8º               | Arsenal            | 2                | 4                |             |             |             |             |             |             |  |             |             |       |       |       |  |
|  | 8º               | Arsenal            | 2                | 4                |             |             |             |             |             |             |  | River Plate | River Plate | 0     | 2     |       |  |
|  |                  |                    |                  |                  |             |             |             |             |             |             |  | River Plate | River Plate | 0     | 2     |       |  |
|  |                  |                    | Camioneros       | Camioneros       | 2           | 2           |             |             |             |             |  |             |             |       |       |       |  |
|  | 5º               | Camioneros         | Camioneros       | Camioneros       | 2           | 2           |             |             |             |             |  |             |             |       |       |       |  |
|  | 5º               | Camioneros         |                  |                  |             |             |             |             |             |             |  |             |             |       |       |       |  |
|  | 6º               | Argentinos Juniors |                  |                  |             |             |             |             |             |             |  |             |             |       |       |       |  |
|  | 6º               | Argentinos Juniors | Camioneros       |                  |             |             |             |             |             |             |  |             |             |       |       |       |  |
|  |                  |                    |                  |                  |             |             |             |             |             |             |  |             |             |       |       |       |  |
|  |                  |                    |                  |                  |             |             |             |             |             |             |  |             |             |       |       |       |  |
|  | 4º               | Newell's Old Boys  |                  |                  |             |             |             |             |             |             |  |             |             |       |       |       |  |
|  | 4º               | Newell's Old Boys  |                  |                  |             |             |             |             |             |             |  |             |             |       |       |       |  |
|  | 7º               | El Talar           |                  |                  |             |             |             |             |             |             |  |             |             |       |       |       |  |
|  | 7º               | El Talar           |                  |                  |             |             |             |             |             |             |  |             |             |       |       |       |  |
|  |                  |                    |                  |                  |             |             |             |             |             |             |  |             |             |       |       |       |  |